# Yes, Summerdays
「Yes,Summerdays」（イエス・サマーデイズ）は、GLAYの6枚目のシングルである。

## 概要
- カメリアダイヤモンドのCM曲になり、GLAYとしては最初のCMソングである。
- TAKUROの著書『胸懐』ではこの曲で得た印税でTAKUROは母親が抱えていた借金を纏めて返済し、長年実家を苦しめていた金の苦労を自分の力で解決出来た事が嬉しかったと語っている。
- タレントの大泉洋がこの曲を大いに好いていて、1997年のGLAYへのインタビューで曲名を連呼するほどの溺愛ぶりであった[2]。この模様は2008年に『HEY!HEY!HEY!』（フジテレビ系）の中で紹介された。しかし、大泉は「当時､GLAYの曲は『Yes, Summerdays』しか知らなかった」とも発言している。

## 収録曲
| 全作詞・作曲: TAKURO、全編曲: GLAY・佐久間正英。 |                                                     |        |            |
| #                                                | タイトル                                            | 作詞   | 作曲・編曲 |
| 1.                                               | 「Yes, Summerdays」                                 | TAKURO | TAKURO     |
| 2.                                               | 「innocence」(LIVE VERSION 1995年6月12日渋谷公会堂) | TAKURO | TAKURO     |
| 3.                                               | 「Yes, Summerdays」(オリジナル・カラオケ)           | TAKURO | TAKURO     |

### 楽曲解説
1. Yes, Summerdays
2ndアルバム『BEAT out!』に収録されており、長くベストアルバムに収録されることはなかったが、『THE GREAT VACATION VOL.2 〜SUPER BEST OF GLAY〜』で初めてベストアルバムに収録された。なお、『胸懐』にてTAKUROはCMソングと言う事に関して「CMで使用される条件を盛り込んだ上で自分の音楽を追求出来る」と語っている。また、この曲のプロモーションビデオは、演奏シーンをシルエットを織り交ぜながら終始展開するもの・軽飛行機の格納庫での準備～演奏シーンと個々のメンバーの屋外でのイメージシーンがふんだんに交錯するものの2種類が存在する。
2. innocence LIVE VERSION 1995年6月12日渋谷公会堂
GLAY初のライブ音源のCD化。後に2003年にリリースされたアルバム『rare collectives vol.1』に収録された。
3. Yes, Summerdays （オリジナル・カラオケ）

## タイアップ
Yes, Summerdays
- 「カメリアダイヤモンド」CMソング

## 収録アルバム
Yes, Summerdays
- BEAT out!
- THE GREAT VACATION VOL.2 〜SUPER BEST OF GLAY〜
- BEAT out! Anthology (リミックスバージョン)

innocence LIVE VERSION
- rare collectives vol.1